# Anthrax (brytyjski zespół muzyczny)
Anthrax (ang. i łac.: dosł. wąglik) – angielski zespół anarcho-punkowy założony w Gravesend w 1980 r.

## Skład
- Oskar – wokal
- Gareth – gitara basowa
- Pete – perkusja
- Dee – gitara
- Sean – gitara rytmiczna
- Lawrence – gitara basowa

## Dyskografia

### Dema
- 1981 81 Demo
- Capitalism Gives Opportunites in Life, Anarchy
- 1982 Gives Life

### Minialbumy
- 1982 They’ve Got It All Wrong
- 1982 Capitalism is Cannibalism

### Kompilacje
- 1982 „All the Wars” na albumie Bullshit Detector Volume 2
- 1983 „It’ll Be Alright on the Night” na albumie Who? What? Why? Where? When?
- 1984 „Violence Is Violence 82” na albumie” We Don’t Want Your Fucking War!